# Алі Ріда ар-Рікабі
Алі Ріда Паша ар-Рікабі (араб. رضا باشا الركابي; 1864 — 25 травня 1942) — сирійський та йорданський військовик і політик, перший прем'єр-міністр Королівства Сирія, та двічі — прем'єр-міністр Зайордання.

## Життєпис
Народився в Дамаску, закінчив Османську військову академію в Стамбулі і почав кар'єру першим лейтенантом Османської імперії. Вважався одним з найнадійніших арабських офіцерів імперії. Був каймакамом Єрусалиму. 1908 року отримав призначення на посаду губернатора й військового командувача в Медіні. Далі, послідовно, займав посади  заступника губернатора Басри, мера Дамаска. 1912 року став генералом. Тоді ж отримав почесний титул паші.
На початку Першої світової війни командував турецькими збройними силами в Багдаді. Виступав за нейтралітет Османської імперії та проти вступу в війну на боці Німеччини, за що був звинувачений урядовим Тріумвіратом в пораженстві та звільнений з військової служби. Під час війни приєднався до таємного товариства арабських націоналістів аль-Фатат. Османський губернатор Сирії Ахмед Джемаль-паша призначив його мером Дамаска.
Після перемоги Великого арабського повстання 3 жовтня 1918 року став військовим губернатором Дамаска. У березні 1920 року король Фейсал I призначив його на посаду прем'єр-міністра Сирії. Він прийняв країну в стані хаосу, що утворився після розпаду Османської імперії. Нове королівство опинилось під тиском з боку Франції, яка прагнула перетворити його на підмандатну територію. Після ультиматуму про розпуск сирійської армії й окупації французами Латакії він подав у відставку та жив у вигнанні спочатку в Єгипті, потім в Хіджазі.
У 1922—1923 роках обіймав посаду прем'єр-міністра емірату Зайордання. У той період він провів чистку армії від антиколоніально налаштованих офіцерів. На перемовинах у Лондоні йому вдалось отримати згоду Британії на парламентську незалежність держави та виключити Йорданію з Декларації Бальфура (відповідно до якої Велика Британія обіцяла створити єврейську державу в Палестині). Після повернення до Йорданії ар-Рікабі зіткнувся з незгодою еміра Абдалли I з деякими умовами тієї угоди, що призвело до його відставки з посади прем'єр-міністра.
Однак у березні 1924 року емір Абдалла знову запропонував ар-Рікабі очолити уряд. Під час свого другого терміну він таємно підтримував сирійське повстання проти французького володарювання. Такі дії рішуче підтримав король Фейсал, який відрядив на допомогу сирійським повстанцям іракські загони. Після того, як сирійське повстання було придушено французами ар-Рікабі вийшов у відставку.
Залишивши Йорданію 1926 року, він деякий час жив як приватна особа в Єрусалимі та Хайфі, оскільки французька влада заборонила йому на кілька років в'їзд до Сирії, перш ніж він зміг повернутись у Дамаск. На батьківщині він заснував монархічну партію, яка вимагала повернення короля Фейсала, й балотувався на пост президента Сирії. Після смерті Фейсала I 1933 року ухвалив рішення про вихід з політики.
Останні десять років свого життя провів удома на самоті, постійно зазнаючи переслідувань з боку французів та їхніх агентів.